# 寇騰納爾級巡防艦
寇腾納爾級巡防艦（荷蘭語：Kortenaer klasse fregatten），為荷蘭皇家海軍在冷戰時代所服役的一種巡防艦，共有10艘進入荷蘭皇家海軍服役，是荷蘭皇家海軍在1970至1980年代的反潛/水面作戰主力，荷蘭皇家海軍稱之為標準型巡防艦（Standaardfregatten，意味著依循北約海軍當時的作戰標準），冷戰結束後由於國防預算刪減等因素而於1990年代除役並全數轉售希臘海軍和阿拉伯聯合大公國海軍。

## 歷史
1969年，荷蘭海軍以泛·斯佩克級巡防艦為基礎設計75型巡防艦，取代12艘用於反潛的荷蘭級驅逐艦與費爾斯蘭級驅逐艦；翌年10月設計完成，原訂以每艘約5400萬荷蘭盾的預算建造4艘，但最終並未付諸實行，另一方面，荷蘭也同步展開與英國聯合進行的英國-荷蘭巡防艦計劃。
1972年初，荷蘭又對美國當時進行的巡邏巡防艦計劃表達合作興趣，但因性能與成本於荷蘭而言不盡理想而作罷；同年3月1日，荷蘭正式確定海軍的造艦計劃，稱之為標準型巡防艦（Standaardfregatten）。
1974年8月14日，荷蘭國防部正式簽署建造首批4艘寇騰納爾級，同時包含第二批4艘的採購選擇權，同年11月28日，荷蘭國防部正式簽署建造第二批4艘，1976年12月29日訂購了第三批4艘，隨後，皇家荷蘭海軍又增購一艘防空衍生型。但是，1976年訂購的第三批其中2艘在建造期間便被轉售給希臘海軍，另外，荷蘭也建造了防空衍生型希姆斯科級巡防艦。
荷蘭皇家海軍原預計建造12艘「標準巡防艦」以及1艘裝備韃靼飛彈的防空衍生型（即希姆斯科級巡防艦），與2艘特朗普級巡防艦組成3個巡防艦編隊，日後荷蘭皇家海軍變更計劃，2艘寇騰納爾級在建造期間便轉售給希臘海軍，而希姆斯科級則增建1艘，此外原寇騰納爾級懷特•衛斯號（F-815，HNLMS Witte De With）的預定艦名則是更改為希姆斯科級的二號艦艦名（F-813），原命名為Willem van der Zaan（F-826）的寇騰納爾級更改為Pieter Florenz。

## 設計
寇腾納爾級的整體設計借鑑荷蘭皇家海軍稍早研發的特朗普級巡防艦，滿載排水量約3,600公噸（3,500長噸；4,000短噸） ，亦是當時西方國家品質最好的船艦之一。

## 使用國
- 荷蘭（10艘）
  - 荷蘭皇家海軍：建造12艘，服役10艘，2艘於建造期間直接轉售希臘海軍，冷戰結束後陸續退役轉售。
- 希腊（10艘）
  - 希臘海軍：總計採購10艘新造+中古艦，冷戰時代採購2艘荷蘭皇家海軍建造中的寇騰納爾級，冷戰結束後又自荷蘭陸續採購8艘荷蘭皇家海軍退役的寇騰納爾級，希臘稱為埃利級巡防艦。
- 阿联酋（2艘）
  - 阿拉伯聯合大公國海軍（英语：United Arab Emirates Navy）：冷戰結束後自荷蘭採購2艘荷蘭皇家海軍退役的寇騰納爾級，在阿拉伯聯合大公國退役後改裝成豪華遊艇亞斯號[4]。

## 同型艦
| 荷蘭 | 荷蘭                                          | 荷蘭                                   | 荷蘭        | 荷蘭        | 荷蘭        | 荷蘭   |             |      |                     |
| 舷號 | 艦名                                          | 建造船廠                               | 開工        | 下水        | 服役        | 退役   | 轉售國      | 舷號 | 艦名                |
| ---- | --------------------------------------------- | -------------------------------------- | ----------- | ----------- | ----------- | ------ | ----------- | ---- | ------------------- |
| F807 | HNLMS Kortenaer                               | 皇家須爾德造船廠（今達門須爾德造船廠） | 1975年 4月  | 1976年 12月 | 1978年 10月 | 1997年 | 希腊 · 海軍 | F462 |                     |
| F808 | HNLMS Callenburgh                             | 皇家須爾德造船廠（今達門須爾德造船廠） | 1975年 9月  | 1977年 3月  | 1979年 7月  | 1994年 | 希腊 · 海軍 | F459 |                     |
| F809 | HNLMS Van Kinsbergen                          | 皇家須爾德造船廠（今達門須爾德造船廠） | 1975年 9月  | 1977年 4月  | 1980年 4月  | 1995年 | 希腊 · 海軍 | F461 | Ναβαρίνον           |
| F810 | HNLMS Banckert                                | 皇家須爾德造船廠（今達門須爾德造船廠） | 1976年 2月  | 1978年 9月  | 1980年 10月 | 1993年 | 希腊 · 海軍 | F460 | Αιγαίον             |
| F811 | HNLMS Piet Hein                               | 皇家須爾德造船廠（今達門須爾德造船廠） | 1977年 4月  | 1978年 6月  | 1981年 4月  | 1998年 | 阿联酋      | F02  | Al Emirat           |
| F816 | HNLMS Abraham Crijnssen                       | 皇家須爾德造船廠（今達門須爾德造船廠） | 1978年 10月 | 1981年 5月  | 1983年 1月  | 1997年 | 阿联酋      | F01  | 阿布達比號Abu Dhabi |
| F823 | HNLMS Philips van Almonde                     | 威爾頓費諾德造船廠                     | 1977年 10月 | 1979年 8月  | 1981年 12月 | 2002年 | 希腊 · 海軍 | F465 | Θεμιστοκλής         |
| F824 | HNLMS Bloys van Treslong                      | 威爾頓費諾德造船廠                     | 1978年 5月  | 1980年 11月 | 1982年 11月 | 2003年 | 希腊 · 海軍 | F466 | Nikiforos Fokas     |
| F825 | HNLMS Jan van Brakel                          | 皇家須爾德造船廠                       | 1979年 11月 | 1981年 5月  | 1983年 4月  | 2001年 | 希腊 · 海軍 | F464 | Κανάρης             |
| F826 | HNLMS Pieter Florisz (ex-Willem van der Zaan) | 皇家須爾德造船廠                       | 1981年 1月  | 1982年 5月  | 1983年 10月 | 2001年 | 希腊 · 海軍 | F463 | Μπουμπουλίνα        |

## 備註
1. ↑  荷蘭以英國皇家海軍李安達級巡防艦（英语：Leander-class frigate）為基礎推出的設計
2. ↑  Fregat 75
3. ↑  Anglo-Dutch frigate，AD，英國此時也在進行反潛艦計劃，因此與75型同為反潛艦，不過此設計較75型更大，但基於英國政界方面反對在皇家海軍艦艇上使用荷蘭設備故未施行，由英國獨自完成，即22型巡防艦。
4. ↑  Patrol Frigate，PF，即日後的派里級巡防艦

## 資料來源
1. ↑  Sharpe 1989，第388頁.
2. ↑  Prezelin 1990，第379-380頁.
3. ↑  Gardiner 1996，第277頁.
4. ↑  . The National. 2008-11-21  [2008-11-28]. （原始内容存档于2011-05-21）.

## 外部連結
维基共享资源上的相關多媒體資源：寇騰納爾級巡防艦
- Marineschepen.nl/marschepen/kortenaer.html（页面存档备份，存于）